# Typhlocirolana rifana
Typhlocirolana rifana är en kräftdjursart som beskrevs av Ramón Margalef 1953. Typhlocirolana rifana ingår i släktet Typhlocirolana och familjen Cirolanidae. Inga underarter finns listade i Catalogue of Life.